# Lijst van winnaars van het Junior Eurovisiesongfestival
Deze pagina geeft een overzicht van alle winnaars van het Junior Eurovisiesongfestival sinds 2003.
| Jaar | Land        | Taal                 | Artiest                    | Titel                     | Punten |
| ---- | ----------- | -------------------- | -------------------------- | ------------------------- | ------ |
| 2003 | Kroatië     | Kroatisch            | Dino Jelušić               | Ti si moja prva ljubav    | 134    |
| 2004 | Spanje      | Spaans               | María Isabel               | Antes muerta que sencilla | 171    |
| 2005 | Wit-Rusland | Russisch             | Ksenia Sitnik              | My vmeste                 | 149    |
| 2006 | Rusland     | Russisch             | Masja & Nastya Tolmatsjeva | Vesiniy jazz              | 154    |
| 2007 | Wit-Rusland | Russisch             | Aleksej Zjigalkovitsj      | S druz'jami               | 137    |
| 2008 | Georgië     | Verzonnen            | Bzikebi                    | Bzz…                      | 154    |
| 2009 | Nederland   | Nederlands en Engels | Ralf Mackenbach            | Click clack               | 121    |
| 2010 | Armenië     | Armeens              | Vladimir Arzumanian        | Mama                      | 120    |
| 2011 | Georgië     | Georgisch            | Candy                      | Candy music               | 109    |
| 2012 | Oekraïne    | Oekraïens en Engels  | Anastasija Petryk          | Nebo                      | 138    |
| 2013 | Malta       | Engels               | Gaia Cauchi                | The start                 | 130    |
| 2014 | Italië      | Italiaans en Engels  | Vincenzo Cantiello         | Tu primo grande amore     | 159    |
| 2015 | Malta       | Engels               | Destiny Chukunyere         | Not my soul               | 185    |
| 2016 | Georgië     | Georgisch            | Mariam Mamadasjvili        | Mzeo                      | 239    |
| 2017 | Rusland     | Russisch en Engels   | Polina Bogoesevitsj        | Wings                     | 188    |
| 2018 | Polen       | Pools en Engels      | Roksana Węgiel             | Anyone I Want to Be       | 215    |
| 2019 | Polen       | Pools en Engels      | Viki Gabor                 | Superhero                 | 278    |
| 2020 | Frankrijk   | Frans                | Valentina                  | J'imagine                 | 200    |
| 2021 | Armenië     | Armeens en Engels    | Maléna                     | Qami Qami                 | 224    |
| 2022 | Frankrijk   | Frans                | Lissandro                  | Oh Maman!                 | 203    |
| 2023 | Frankrijk   | Frans                | Zoé Clauzure               | Cœur                      | 228    |